# Alken Enge

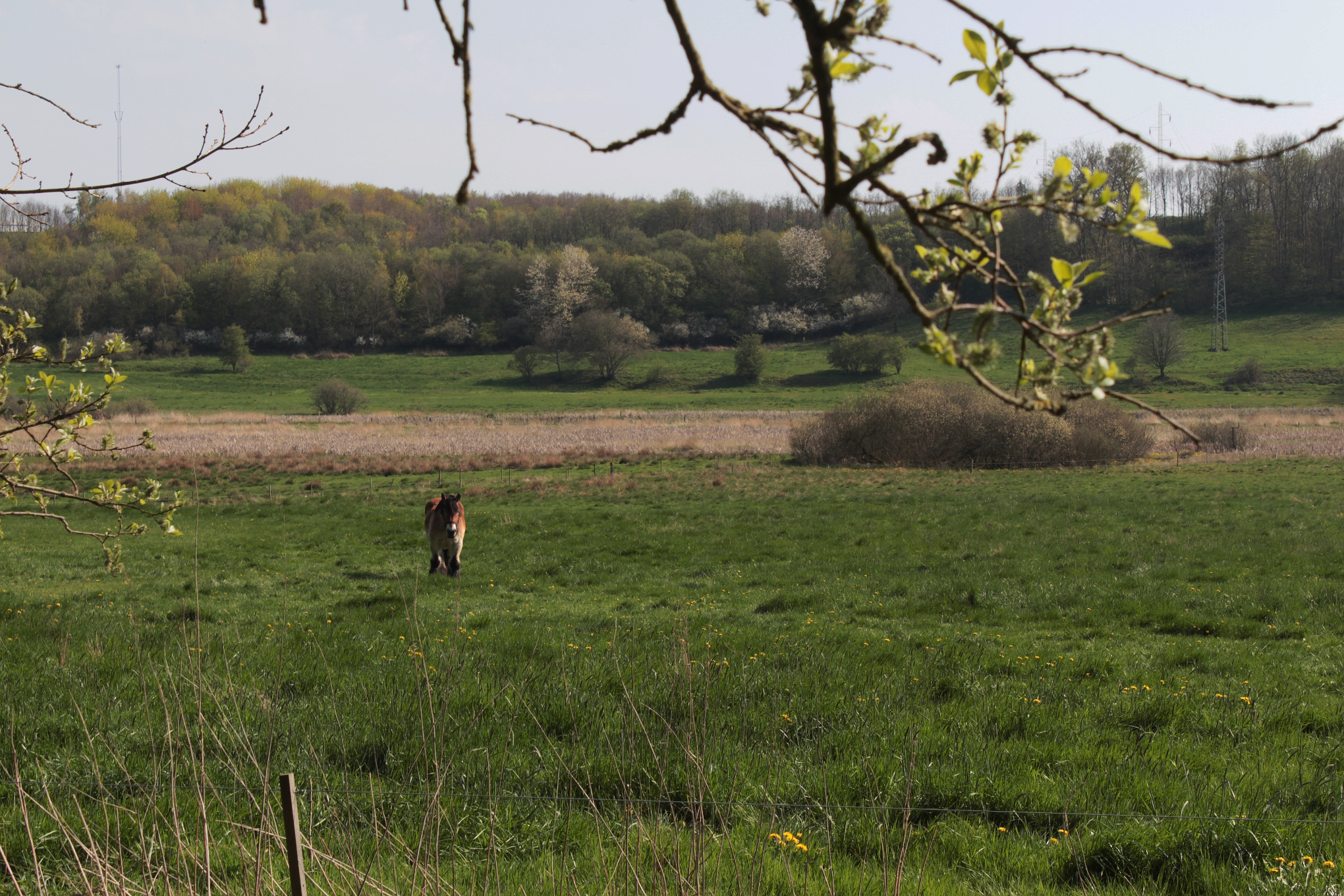
Das Opfermoor

Alken Enge (deutsch „Alkenwiesen“) am Mossø (See) ist ein archäologischer Fundplatz im dänischen Jütland. In einem verlandeten See hat man bei verschiedenen Ausgrabungen ein Massengrab mit tausend Toten gefunden. Es befindet sich in der Nähe von Illerup Ådal, wo Waffen gefunden wurden. Das Massengrab aus der römischen Kaiserzeit erinnert an das Schlachtfeld im Tollensetal, das allerdings aus der Bronzezeit stammt.
Die Fundstelle liegt am Übergang zwischen dem Autal und dem See Mossø. Das Hochmoor wurde in den Jahren 1957 bis 1962 erstmals durch den Archäologen Harald Andersen (1917–2005) archäologisch untersucht, wobei zahlreiche menschliche Knochen zum Vorschein kamen. Die große Bedeutung des Fundplatzes wurde jedoch erst bei Prospektionen in den Jahren 2008 und 2009 deutlich. Zur wissenschaftlichen Erschließung des Fundplatzes wurde mit Mitteln der Carlsberg-Stiftung eine Kooperation zwischen dem Skanderborg Museum und der Universität Århus gestartet.
Die Entdeckung der menschlichen Skelette in den Alken Enge hat nicht überrascht. Das Illerup Ådal, das "Heilige Tal", ist durch Opferplätze unterschiedlichen Charakters bekannt. Es gibt keinen Zweifel, dass das Gebiet einen Opferplatz für das Umland darstellt, der offenbar während der Eisenzeit regelmäßig genutzt wurde. Bei Forlev Nymølle liegt ein Ritualplatz, an dem Opfer in Form von Keramik, Steinansammlungen und verschiedenen Gegenständen aus Holz gefunden wurden. Eines der Holzobjekte ist als Göttinfigur interpretiert worden. Es wird angenommen, dass mehrere der ausgegrabenen Objekte dieser Göttin geopfert wurden. 
Alken ist vor allem im Zusammenhang mit der Entdeckung geopferter Krieger bekannt, aber es gibt hier Opfer verschiedener Art mit unterschiedlichen Datierungen. Innerhalb der Torfschicht, in etwa auf dem gleichen Horizont wie die menschlichen Überreste, wurden drei Lanzenspitzen aus Eisen und ein Schild aus Holz gefunden. Einige der Skelette haben Verletzungsmuster, die auf einen Kampf oder bewusste Zerstückelung zurückzuführen sind. Es wurden auch Teile von Waffen und Rüstungsteile gefunden, die etwas älter als die Skelette sind. Die Waffen finden sich in der Regel in solch geringer Zahl, dass sie nicht als geopfert angesehen werden. In mehreren Horizonten gibt es große Mengen an Holz. Eine Vielzahl mehr oder weniger vertikal in den Untergrund gesetzter Pfähle wurde auch in den Torfschichten gefunden. Darüber hinaus ist Keramik entdeckt worden, die in die frühe vorrömische Eisenzeit und ins Frühmittelalter datiert werden kann. Mehrere Ausgrabungsstätten enthalten geopferte Tierknochen, so dass es sich um einen zeitlich und räumlich sehr aufwendigen Opferplatz handeln muss. Auch in späterer Zeit wurden hier Waffen geopfert.
In der Nähe liegt der Troldborg Ring.